# 3225 Hoag
3225 Hoag è un asteroide della fascia principale. Scoperto nel 1982, presenta un'orbita caratterizzata da un semiasse maggiore pari a 1,8796687 UA e da un'eccentricità di 0,0530734, inclinata di 25,06008° rispetto all'eclittica.